# Radíkov (Olomouc)
Radíkov (německy Radikau) je městská čtvrť a katastrální území města Olomouce. Až do roku 1974 byl samostatnou obcí, poté byl připojen k Olomouci. V jeho blízkosti se nachází Radíkovská pevnůstka.

## Geografie
Radíkov je vzdálen asi 10 km severovýchodně od centra Olomouce, leží v nadmořské výšce 360 až 444 m n. m. a je ze všech stran obklopen lesy. Katastrální výměra (k. ú. Radíkov u Olomouce) činí 73,89 ha, z toho je 65 ha zemědělské půdy, 2,1 ha vodní plochy a 2,8 ha lesa. V katastru obce je více než 100 chatových objektů, oblast je bez průmyslové výroby, zemědělská výroba je soukromá (většinou ZD Unčovice).

## Historie

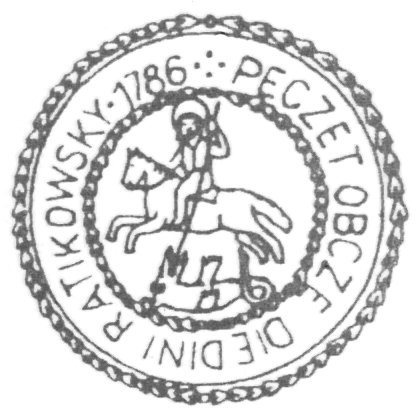
Starší pečeť obce

Ve znaku obce je sv. Jiří na koni probodávající draka, na zemi po okrajích jsou siluety smrků, v pozadí radíkovská rozhledna. V pečeti obce je již jen tento jezdec a drak.
Existence osady je nepřímo doložena k roku 1260, ale až v latinské listině z roku 1365 je zmíněna osada pod názvem Radyekow. Původně ji vlastnili premonstráti z kláštera Hradisko, roku 1601 se jejím majitelem stala jezuitská kolej v Olomouci, která za to klášteru přenechala dvůr v Droždíně, ovšem po zrušení jezuitského řádu roku 1773 připadla prostřednictvím Studijního fondu státu. V roce 1782 ji premonstráti z Hradiska odkoupili od státu zpět, ale už o dva roky později byl zrušen i klášter a Radíkov se stal opět majetkem státu. Roku 1788 vznikl základ vlastní obce parcelací původního klášterního dvora mezi nově příchozí familianty.
Samostatnou obcí se Radíkov stal v roce 1850. Farností, školou, četnickou stanicí, poštou apod. nicméně spadala pod Svatý Kopeček. Počet obyvatel postupně rostl, ještě k roku 1834 je doloženo 194 obyvatel a 26 domů, na počátku 20. století zde 304 obyvatel a v období první republiky se uvádí 338 obyvatel. Vždy zde žili převážně Češi. V letech 1870 až 1873 byla zřízena pevná vojenská cesta ze Svatého Kopečku k Radíkovu, v témže období byla také budována Radíkovská pevnůstka (dokončena 1865, po roce 1922 zde byl pyrotechnický závod Karla Schottaka). Roku 1892 byl založen Sbor dobrovolných hasičů Olomouc-Radíkov.
Po vzniku Československa byl u obce otevřen kamenolom a roku 1927 podnik na těžbu hlíny. K roku 1935 byla dokončena elektrifikace obce a až v roce 1949 zřízeno telefonní spojení. O pět let později bylo zavedeno pravidelné autobusové spojení z Olomouce a následující rok se v západní části obce vystavěla chatová kolonie. Mezi roky 1967 až 1974 obec řídil společný Místní národní výbor Kopeček-Radíkov, poté byly obě vesnice k 1. červenci 1974 připojeny k Olomouci. Mezi roky 1972 a 1979 došlo ke stavbě radíkovské vysílací věže, v roce 1997 byla vybudována naučná stezka Svatý Kopeček a k roku 2000 dokončena plynofikace.
| Rok      | 1869 | 1880 | 1890 | 1900 | 1910 | 1921 | 1930 |
| -------- | ---- | ---- | ---- | ---- | ---- | ---- | ---- |
| Obyvatel | 239  | 261  | 277  | 304  | 311  | 302  | 338  |
| Domů     | 33   | 40   | 40   | 42   | 43   | 43   | 67   |
| Rok      | 1950 | 1961 | 1970 | 1980 | 1991 | 2001 | 2011 |
| Obyvatel | 226  | 236  | 224  | 277  | 232  | 252  | 313  |
| Domů     | 72   | 70   | 70   | 85   | 98   | 98   | 120  |

1. ↑  Z toho 329 osob národnosti československé, 8 německé a 1 ostatní.'"`UNIQ--ref-00000009-QINU`"'

## Pamětihodnosti
Fort č. II. je pevnůstka na kótě 443,5 m n. m. Byl postaven v letech 1870–1876 jako permanentní fort festu (skupiny fortů) Svatý Kopeček, součásti pevnostního systému Olomouce. Z této plánované skupiny čtyř fortů byl ale nakonec postaven jako jediný. V současnosti je v jeho blízkosti retranslační stanice (telekomunikační věž o výšce 75 m zvaná Radíkovská rozhledna), výletní restaurace s názvem Pod věží a chatový tábor. Všechny tyto objekty včetně fortu se však již fakticky nacházejí na katastru místní části Lošov.

## Fotogalerie

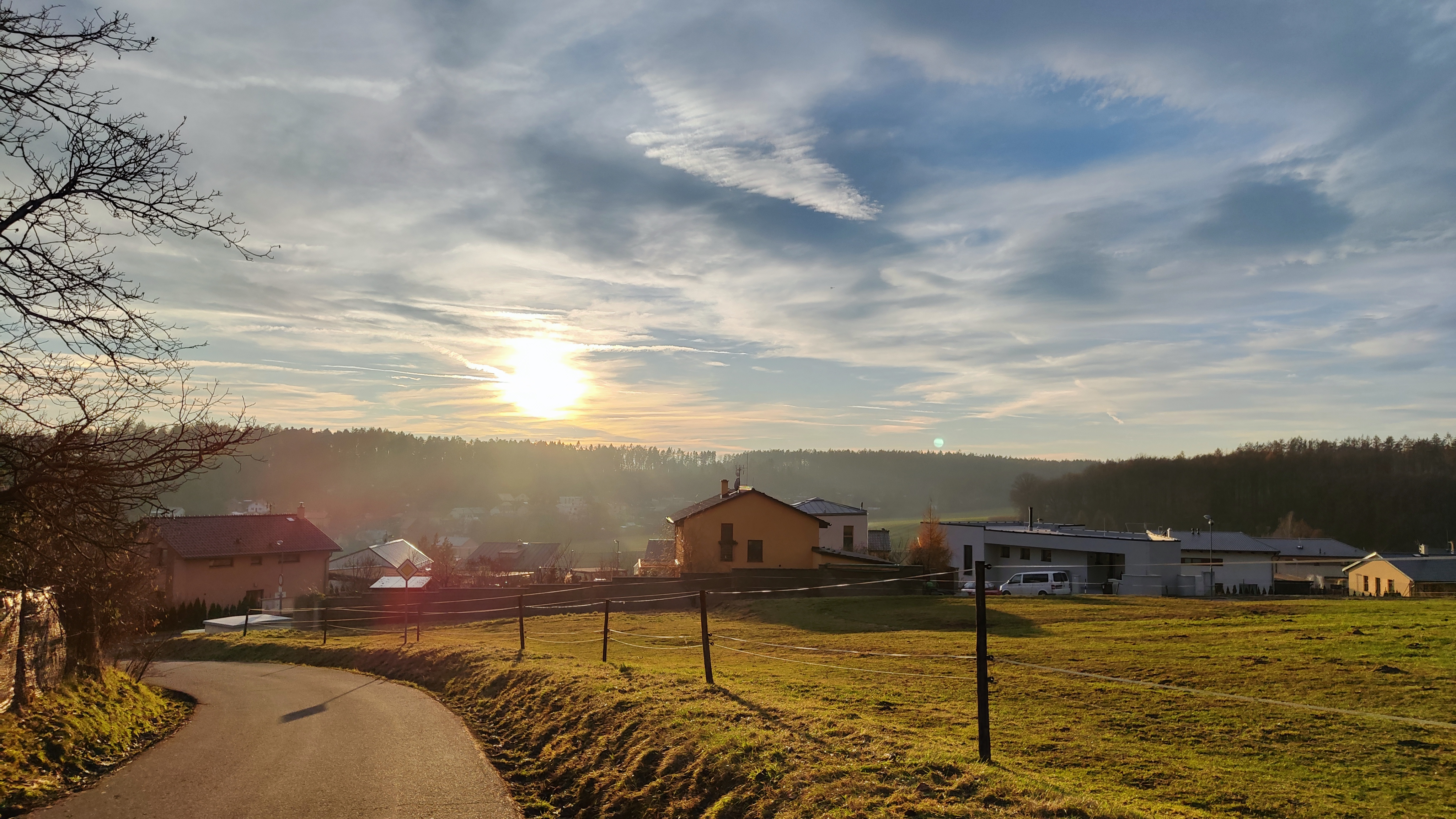
Pohled na část obce
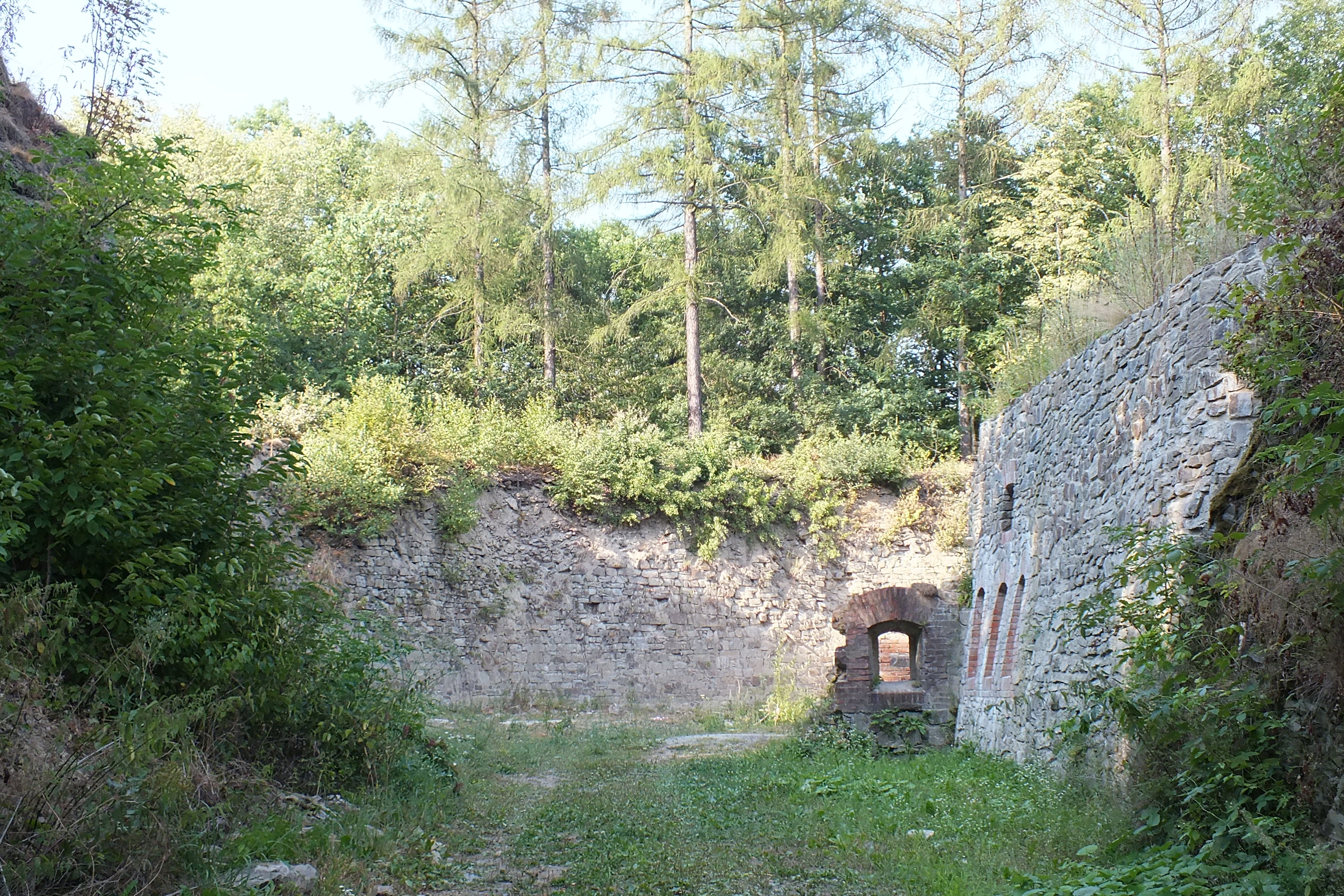
Radíkovská pevnůstka
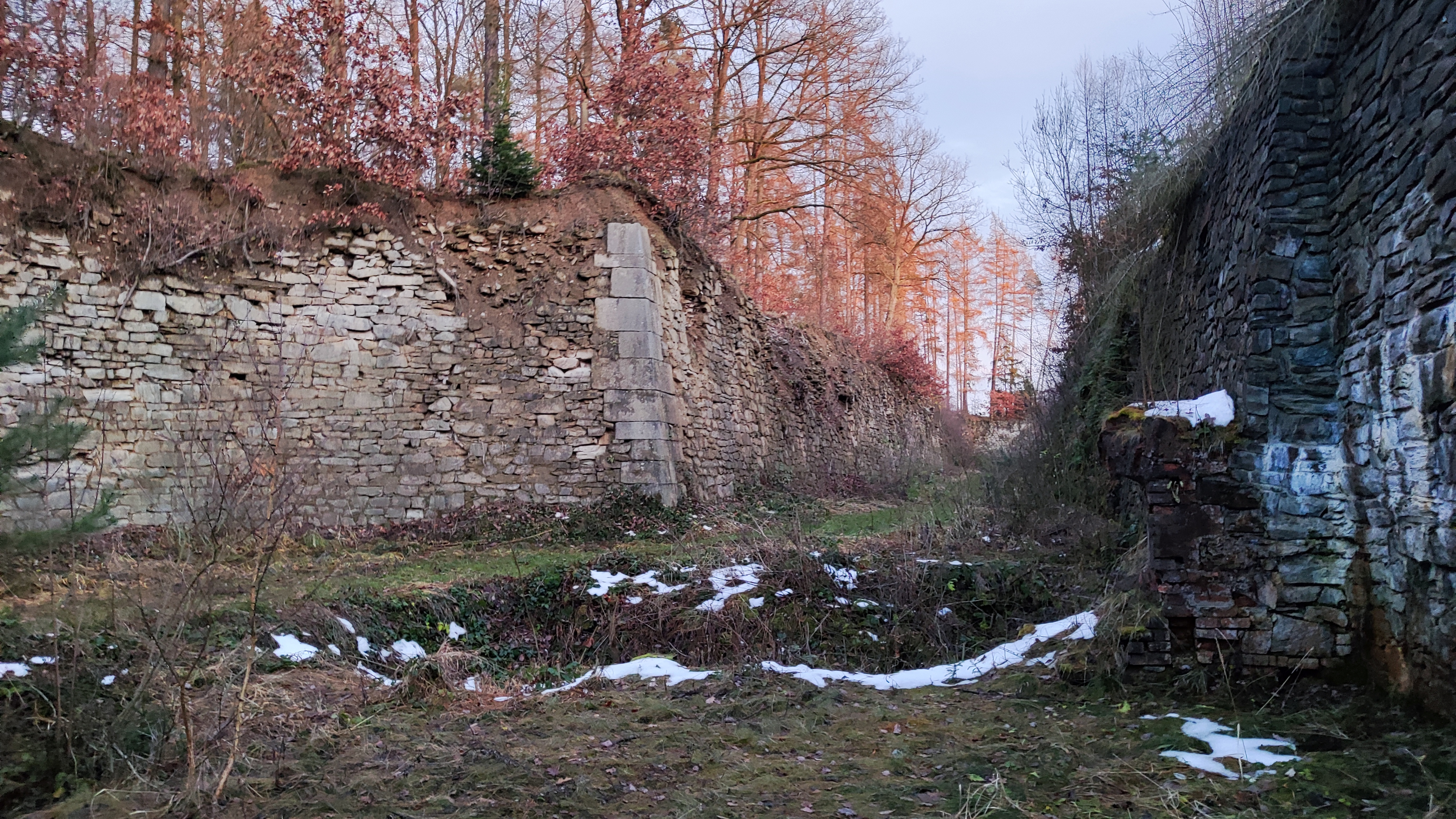
totéž
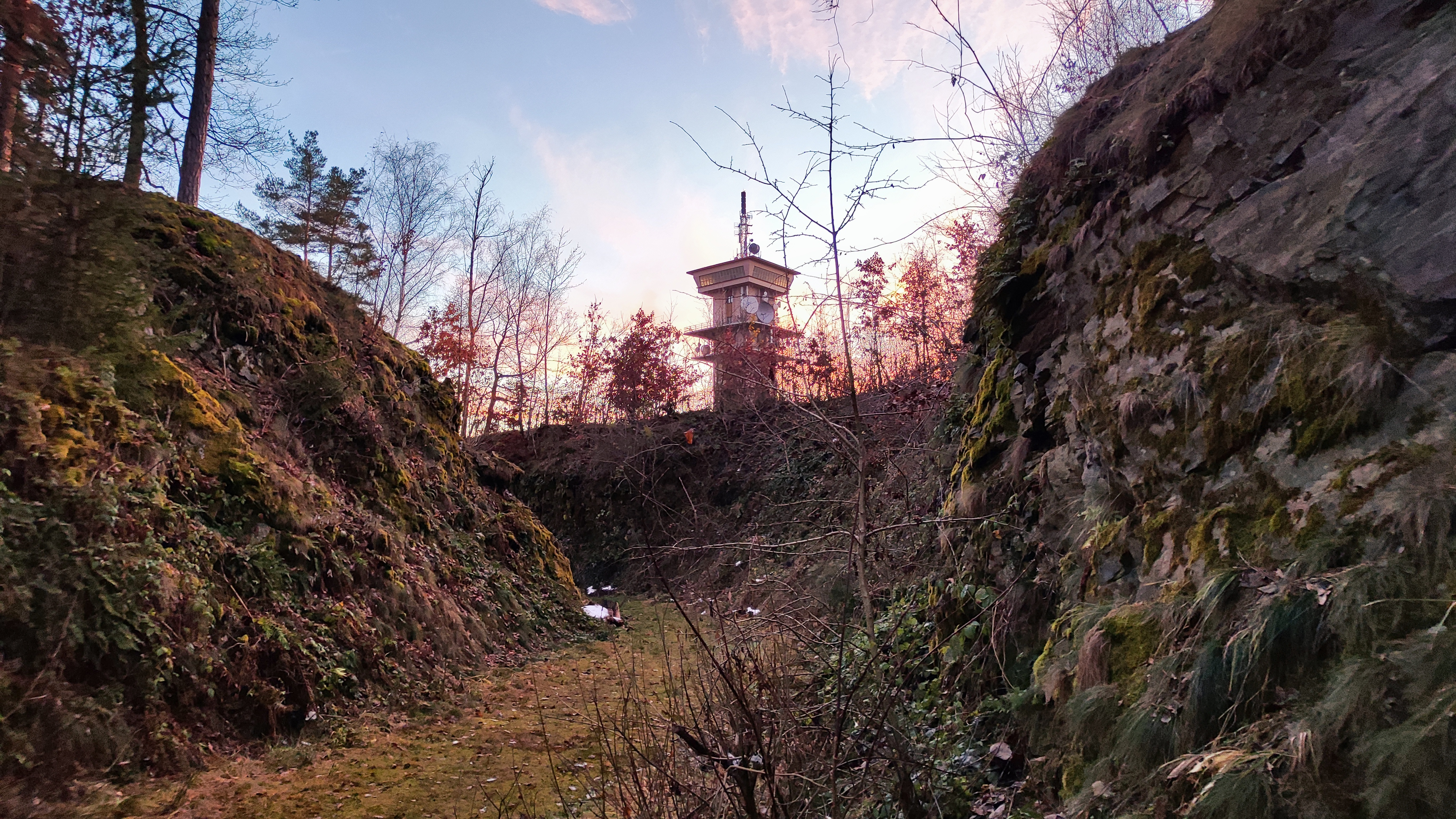
Radíkovská pevnůstka s výhledem na telekomunikační věž
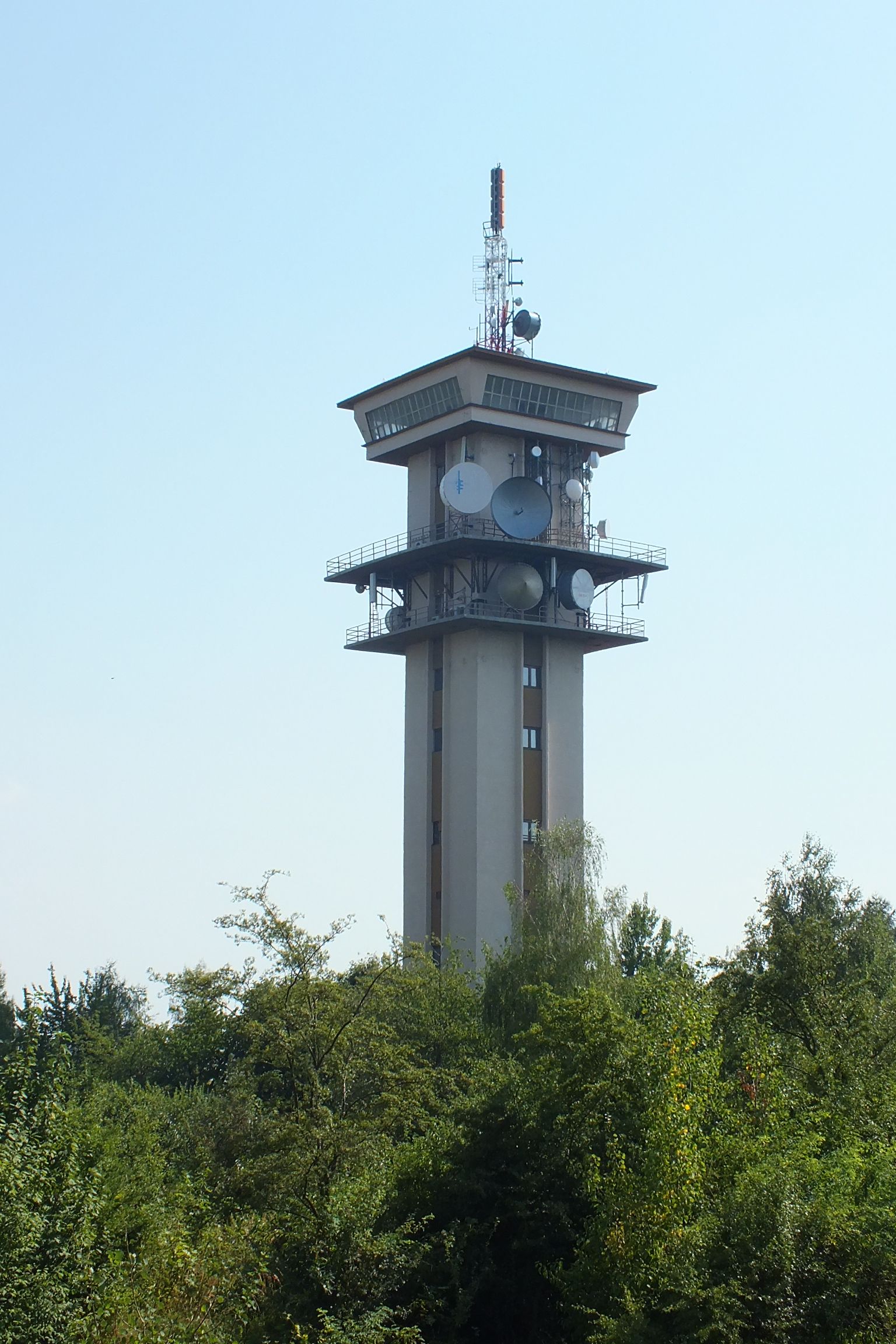
Telekomunikační věž
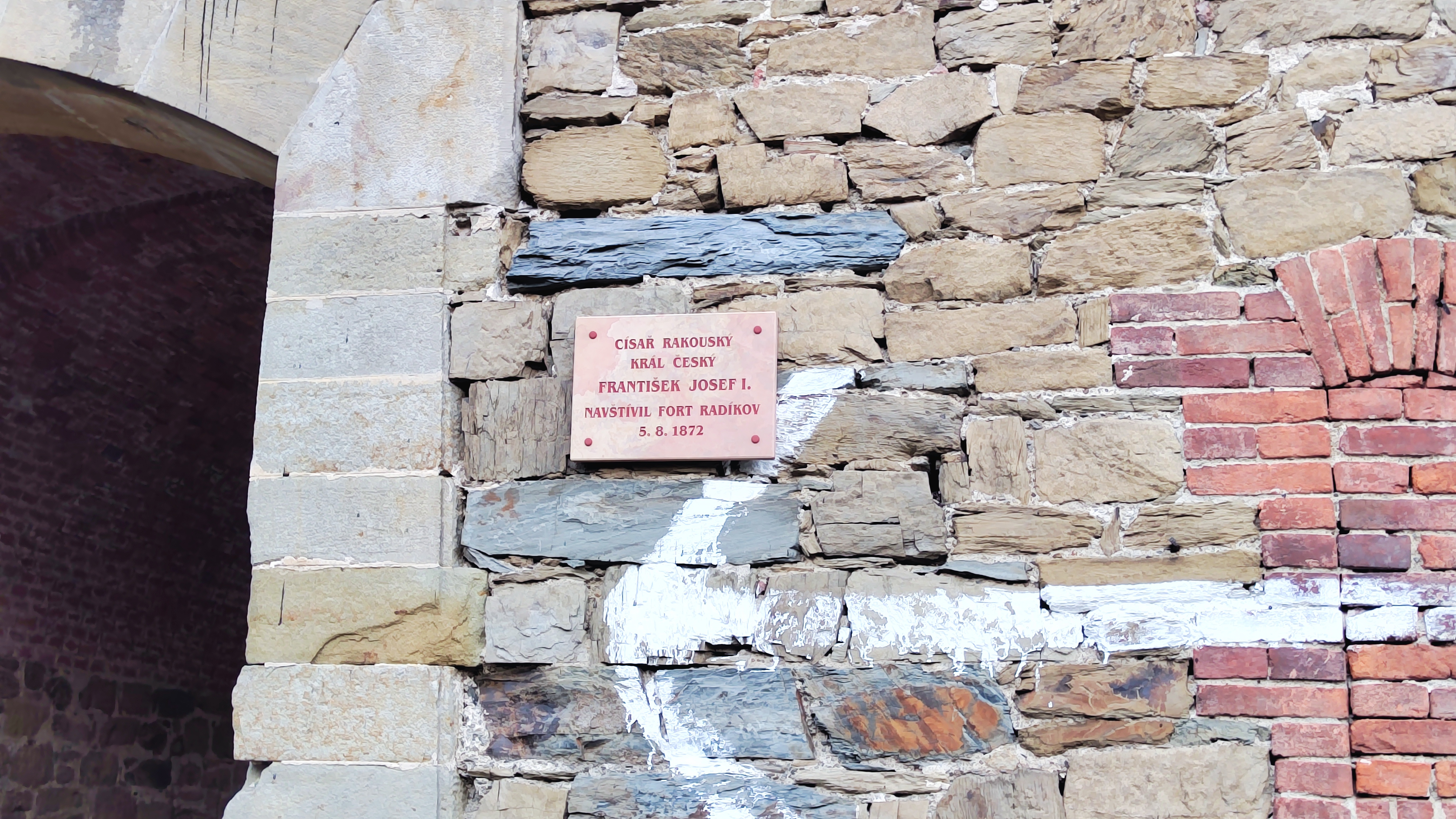
Památná deska